# Megasema scropulana
Megasema scropulana là một loài bướm đêm trong họ Noctuidae.